# Lichidatorii de la Cernobîl

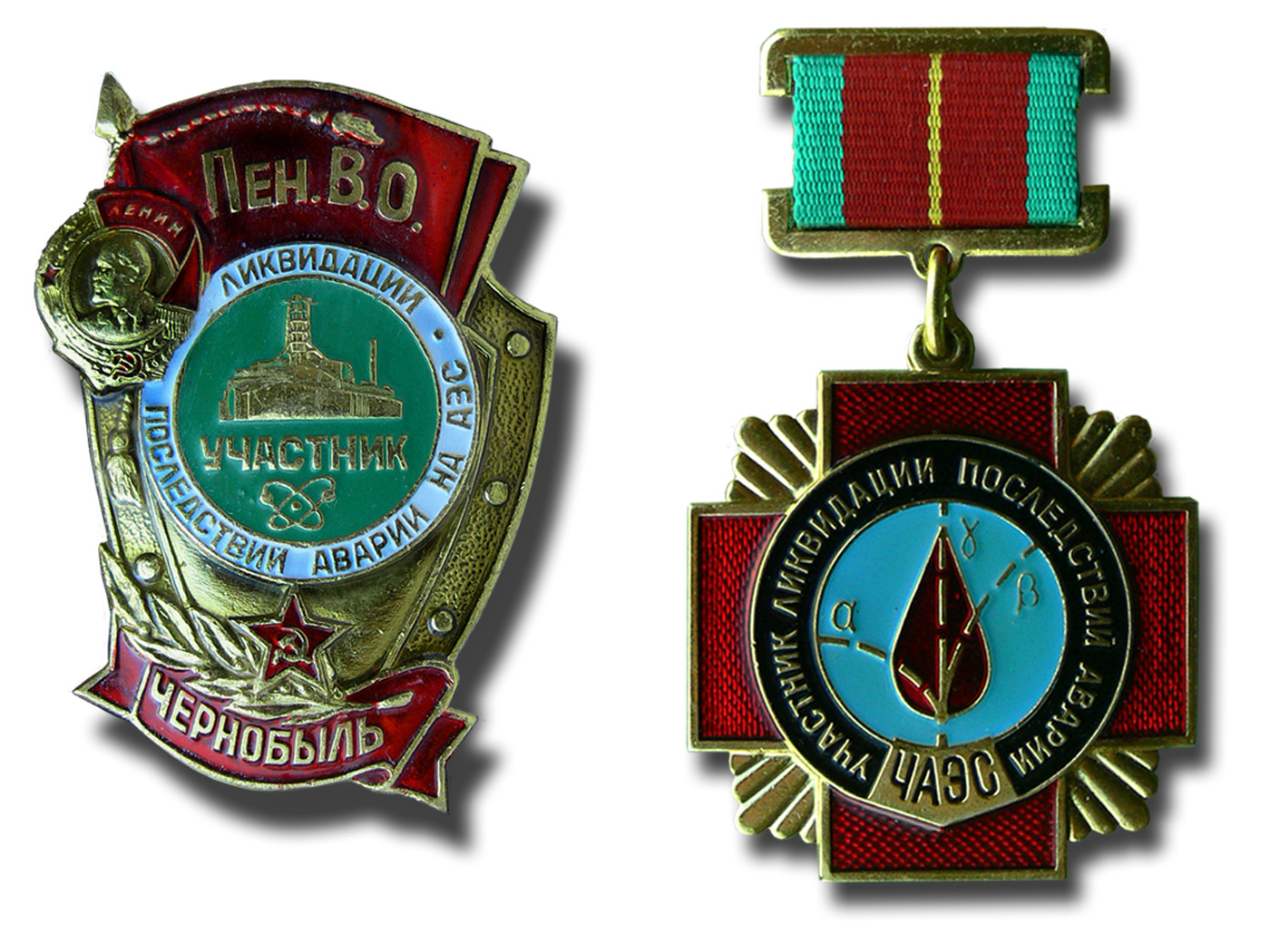
Cardul militar sovietic (stânga) și medalia acordată lichidatorilor.

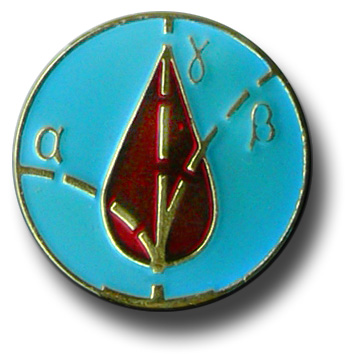
Detaliiu central al medaliei lichidatorilor, reprezentând parcursul radiațiilor ionizante în strat, deasupra unei picături de sânge.

Lichidatorii au reprezentat personalul civil și militar  chemat să se ocupe de consecințele dezastrului nuclear de la Cernobîl, Uniunea Sovietică (1986), la locul evenimentului. Lichidatorii sunt creditați pe scară largă ca având o contribuție importantă la limitarea daunelor, atât imediate, cât și pe termen lung, cauzate de dezastru. 
Ca urmare a statutului lor de veterani, lichidatorii au primit beneficii sociale semnificative. Mulți lichidatori au fost aclamați ca eroi de către guvernul sovietic și de către presă, în timp ce alții s-au luptat timp îndelungat pentru a li se recunoaște oficial participarea. 

## Originea numele și domeniul său de aplicare
Termenul colocvial „lichidator” (ucraineană ліквідатор, belarusă ліквідатар, rusă ликвида́тор, Likvidator) provine din definiția oficială sovietică „участник ликвидации последствий аварии на Чернобыльской АЭС” (uciastnik likvidațâi posledstviî avarii na Cernobâlskoi AES, literalmente „participant la lichidarea consecințelor accidentului de la centrala nucleară ce la Cernobîl”, care a fost utilizat pe scară largă pentru a descrie activitățile lichidatorilor în ceea ce privește încadrarea în muncă, îngrijirea medicală și pensionarea. Această expresie exactă este gravată pe medaliile și insignele sovietice acordate lichidatorilor. 
Gestionarea dezastrului de la Cernobîl a implicat mii de ocupații, funcții și sarcini, incluzând în special următoarele exemple: 
- Personalul reactorului 
  - Yuri Korneev, Boris Stolyarciuk și Alexander Yuvcenko sunt ultimii membri supraviețuitori ai schimbului de lucru aflat la datorie la reactorul 4 în momentul catastrofei. Anatoli Diatlov, care a fost responsabil de experimentul de siguranță la reactorul numărul 4, a murit în 1995 în urma unui atac de cord.
- Pompierii care au răspuns imediat la accidentul de la reactor
- Trupele de apărare civilă ale forțelor armatei sovietice, care au lucrat intens la îndepărtarea materialelor contaminate, dezactivarea reactorului însuși și a teritoriilor afectate
- Trupele interne și miliția care au asigurat securitatea, controlul accesului și evacuarea populației. Cel puțin 749 de angajați ai Ministerului Afacerilor Interne din cadrul RSS Ucrainiene au fost decorați pentru efortul depus ca lichidatori (trei dintre aceștia sunt recunoscuți ca eroi ai Uniunii Sovietice și patru ca eroi ai Ucrainei); numărul ia în considerare pompierii care erau subordonați Ministerului Afacerilor Interne în acel moment[1]
- Personal militar și civil de asistență medicală și sanitară 
  - grupuri de personal de curățenie de sex feminin însărcinate cu strângerea alimentelor rămase în casele abandonate, pentru a preveni izbucnirea bolilor infecțioase
  - echipe speciale de vânătoare destinate exterminării animalelor domestice rămase în așezările evacuate
- Forțele aeriene sovietice și ale aviației civile care au îndeplinit operațiuni critice de pe clădirea reactorului asistate din elicopter, precum transportul aerian și monitorizarea contaminării radioactive aeriene[2]
  - Nikolai Melnik, erou al Uniunii Sovietice, un pilot civil de elicopter care a plasat detectori de radiații pe acoperișul reactorului[3]
- Diverși oameni de știință civili, ingineri și lucrători implicați în toate etapele gestionării dezastrului 
  - Transportatori
  - O echipă de mineri din industria exploatării cărbunelui care a construit o fundație protectoare mare, pentru a împiedica pătrunderea surselor radioactive în acviferul de sub reactor
  - Specialiști în construcții
- Media și profesioniștii din domeniul artelor, care și-au riscat viața pentru a documenta dezastrul pe teren și pentru a oferi lichidatorilor evenimente de divertisment la fața locului  
  - Fotografii Igor Costin și Volodymyr Șevcenko sunt creditați a fi realizat primele imagini grafice ale reactorului distrus în primele luni ale operațiunii de salvare, inclusiv fotografii ale lichidatorilor care efectuează sarcini manuale extrem de periculoase.

Un mic număr de străini (în cea mai mare parte din țările occidentale) s-a oferit voluntar să participe la proiecte internaționale legate de medicină și de știință în operațiunile de salvare. Din punct de vedere tehnic, aceștia s-au putut califica – de asemenea – pentru statutul de lichidator, în funcție de locația și sarcinile exacte executate în timpul participării.

## Expunerea radioactivă și efectele iradierii asupra sănătății lichidatorilor

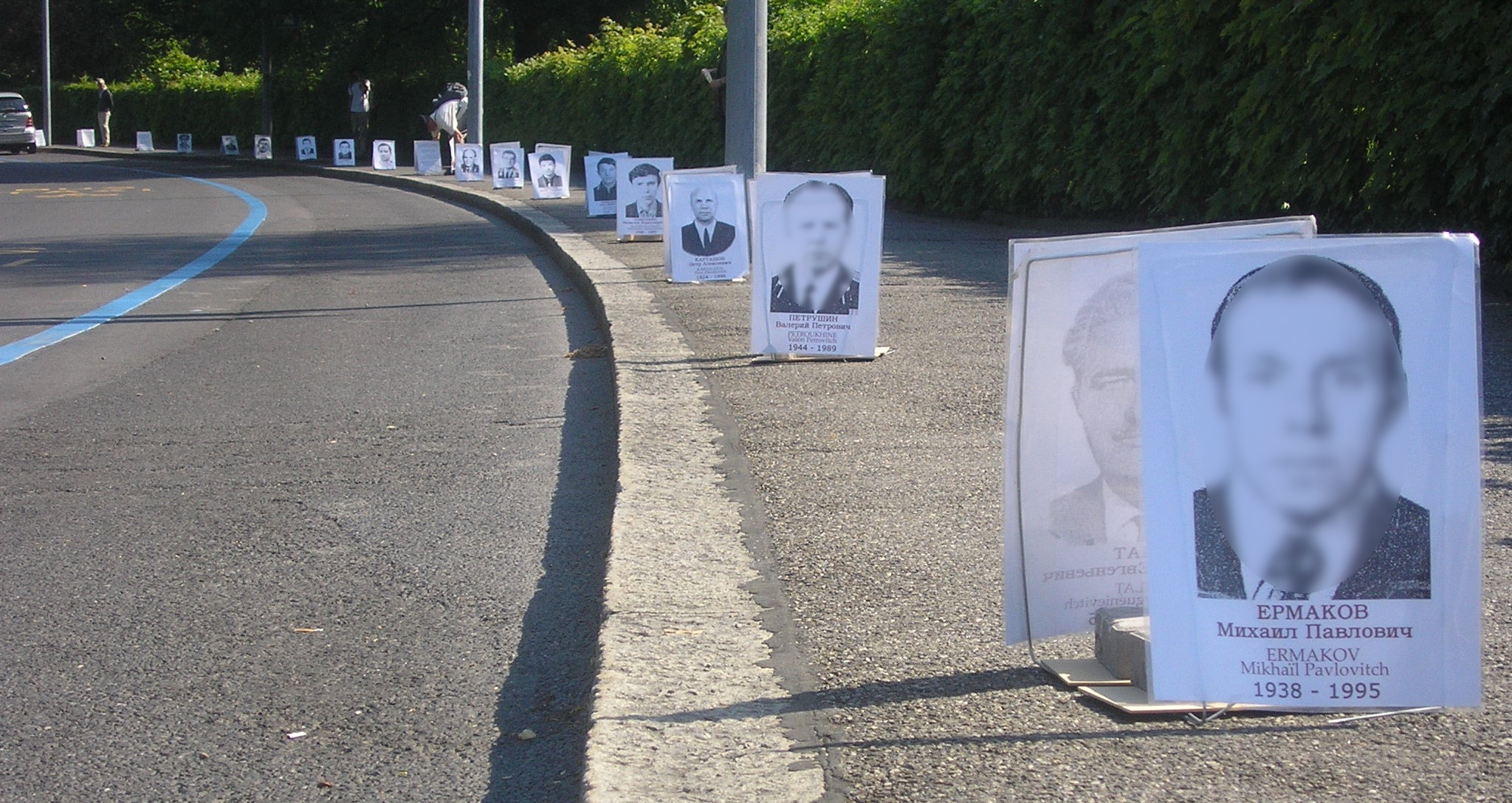
Portretele lichidatorilor decedați folosite la un protest antinuclear de la Geneva.

Potrivit OMS-ului, numai în 1986–1987 au fost utilizați 240.000 de lichidatori. În total au fost emise certificate speciale pentru 600.000 de persoane care sunt recunoscute drept lichidatori.
Dozele totale înregistrate de către lucrătorii individuali în operațiunile de la Cernobâl până în anii 1990 au variat de la mai puțin de 10 milisievert (mSv) până la peste 1 Sv, rezultând – în principal – din expunerea externă. Doza medie este estimată a fi de 120 mSv, 85% din dozele înregistrate fiind între 20 și 500 mSv.  Există incertitudini majore cu privire la aceste doze individuale; estimările privind incertitudinea variază de la 50% la 500%, înregistrările de doză pentru personalul militar fiind considerate a fi subestimate. Comitetul științific al Națiunilor Unite privind efectele radiațiilor ionizante (UNSCEAR) estimează doza colectivă totală pentru aproximativ 530.000 de lucrători la circa 60.000 de persoane–Sv.
Din cauza destrămării URSS în anii 1990, evaluările privind sănătatea lichidatorilor sunt dificile, deoarece aceștia provin din diferite țări (mai ales din Ucraina, Belarus și Rusia, dar și din alte foste republici sovietice). În plus, guvernul Rusiei nu a fost niciodată dornic să ofere cifrele reale ale dezastrului și nici să facă estimări serioase. Cu toate acestea, potrivit unui studiu realizat de medici din Belarus, incidența cancerelor în rândul acestei populații este de aproximativ patru ori mai mare decât pentru restul populației. Oricum, orice estimare trebuie privită cu scepticism, acestea fiind puternic influențate de către factorul uman: 
- Potrivit lui Vyaceslav Grișin, membru al sindicatului lichidatorilor de la Cernobîl, „25.000 de lichidatori ruși au murit și 70.000 de persoane prezintă dizabilități, numerele sunt aproximativ la fel pentru ucrainieni, iar pentru Belarus sunt 10.000 de morți și 25.000 de persoane cu handicap". Acesta ar conduce la un total de 60.000 de morți (10% din cei 600.000 de lichidatori) și 165.000 persoane cu dizabilități.[6]
- Un raport UNSCEAR indică în 2008 un număr total de 64 de decese confirmate ca rezultat al expunerii la radiații.
- Estimările numărului de decese potențial rezultate în urma accidentului variază enorm: Organizația Mondială a Sănătății (OMS) sugerează că acesta ar putea ajunge la 4.000:

Un total de până la 4.000 de persoane ar fi putut muri ca urmare la expunerea la radiații în urma accidentului produs la centrala nucleară de la Cernobîl [...], a concluzionat o echipă internațională formată din peste 100 de oameni de știință.
Cu toate acestea, la mijlocul anului 2005, mai puțin de 50 de decese au fost atribuite în mod direct iradierii cauzate de dezastru, aproape toți lucrători din echipele de salvare, extrem de expuși, mulți murind la câteva luni după accident, iar alții până în 2004.
Ivanov și colab. (2001) a studiat îndeaproape 66.000 de lichidatori din Rusia și nu a descoperit o creștere a mortalității globale cauzată de cancer sau din cauze necanceroase. Cu toate acestea, s-a constatat un risc semnificativ din punct de vedere statistic al mortalității în funcție de doză atât pentru cancer cât și pentru bolile cardiovasculare. 
Rahu și colab. (2006) a studiat aproximativ 10.000 de lichidatori din Letonia și Estonia și nu a descoperit o creștere semnificativă a ratei generale a cancerului. Printre tipurile de cancer specific s-au constatat creșteri statistic semnificative atât pentru cancerul tiroidian, cât și pentru cel cerebral, deși autorii cred că acestea ar putea fi rezultatul unui screening mai bun al cancerului în rândul lichidatorilor (pentru cancerul tiroidian) sau al unui rezultat aleator la o incidență globală foarte scăzută. 
Numărul de decese directe și indirecte este extrem de controversat, iar estimările variază de la 9.000 la 93.000.

## Lichidatorii după 20 de ani (2006)
Cea de-a XX-a comemorare a catastrofei de la Cernobîl din 2006 a fost marcată de o serie de evenimente. 
Lichidatorii au organizat un miting la Kiev pentru a se plânge de deteriorarea condițiilor de asistență medicală și scăderea valorii reale a despăgubirilor. Mitinguri similare au avut loc în multe alte orașe din fosta Uniune Sovietică.
Lichidatorii care locuiesc în Estonia (aproximativ 4.200 raportați în 2006, 3.140 în 2011) au speranța introducerii unei legi naționale pentru ameliorarea condițiilor, după întâlnirea reprezentanților lor cu președintele Estoniei (26 aprilie 2006). Se pare că, prin legislație, statul estonian poate acorda ajutor doar cetățenilor care sunt „descendenți legali” ai cetățenilor Republicii Estonia din 1918–1940. În același timp, Rusia, Belarus și Ucraina nu oferă niciun ajutor lichidatorilor aflați în străinătate. Problema este legată de faptul că veteranii de la Cernobîl sunt clasificați precum persoane estoniene reprezentate de către Legea de Ocupație. În 2011, problema nu fusese încă rezolvată.
În concordanță cu concluziile Forumului de la Cernobîl (2006) și cu concluziile altor catastrofe care implică expunerea la radiații, rezultatele arată că accidentul a avut un efect dăunător asupra sănătății mintale a lichidatorilor.
Unui număr de lichidatori militari care locuiau în Habarovsk (Rusia) i s-a refuzat orice compensație pentru pierderea sănătății pe motiv că nu erau muncitori salariați, ci sub ordin militar. Ei au trebuit să facă apel la Curtea Europeană a Drepturilor Omului.

## Muzeul memoriei lichidatorilor de la Cernobîl
Muzeul Național Chernobîl din Kiev, Ucraina, sprijină „Cartea de amintiri” (ucraineană Книга пам'яті, Knyha Pamyati)  –  o bază de date online publică a lichidatorilor, cu pagini personale cu fotografii și scurte informații structurate după contribuția avută. Câmpurile de date includ „daunele cauzate de radiații”, „domeniul activității de lichidare” și „evoluția ulterioară”. Proiectul a început în 1997, cuprinzând peste 5.000 de înregistrări în februarie 2013.  Baza de date este disponibilă în prezent numai în limba ucraineană. 